# كربامات الميثيل
كربامات الميثيل (بالإنجليزية: Methyl carbamate) وَيُسمى أيضاً ميثيلوريثان أو يوريثيلان، هوَ مركب عضوي صَلب عديم اللون، يُعتبر أبسط إستر لحمض الكرباميك (H2NCO2H).
يتم تحضير كربامات الميثيل عن طريق تفاعل الميثانول مَع اليوريا، وفق المُعادلة التالية:
CO(NH2)2  +  CH3OH   →   CH3OC(O)NH2  +  NH3
كما يتم تحضيره أيضاً من تفاعل الأمونيا مَع ثنائي ميثيل الكربونات أو مثيل الكلوروفورم.

## الإنتاج والاستخدام والتعرض
تم الكَشف عن وجود كربامات الميثيل في نبيذ المحفوظ بواسطة ثنائي ميثيل ثنائي الكربونات، ويُستخدم كربامات الميثيل بشكل أساسي كمادة وسيطة نشطية في صِناعات النَسيج والبَلمرة، كما يُستخدم في تصنيع المُستحضرات الصيدلانية والمبيدات الحشرية.
يستخدم إن-كربامات الميثيل (N-Methyl carbamates) في المبيدات الحَشرية، وذلك لأنه يَمتلك نشاط مضاد للكولينستراز دون حدوث تأثير تراكمي.

## الأهمية
على العكس من كربامات الإيثيل، فإنَّ كربامات الميثيل لا يُولد طفرات عندَ السلامونيلا، فقد تم اختباره وفقاً لاختبار أميس، ولكنه يُحدث طفرات في الدروسوفيلا (ذبابة الفاكهة)، كما أظهرت الأبحاث التجريبية بأنهُ مُسرطن في الجرذان وغير مُسرطن في الفئران.

## روابط خارجية
- MSDS[وصلة مكسورة]
- 1987 دراسة حول علاقة كربامات الميثيل بالسرطانات. (ملف بي.دي.إف)